# Puccinia milii-effusi
Puccinia milii-effusi ist eine Ständerpilzart aus der Ordnung der Rostpilze (Pucciniales). Der Pilz ist ein Endoparasit von Wiesenrauten-Muschelblümchen und Wald-Flattergras. Symptome des Befalls durch die Art sind gelbe Rostflecken und Pusteln auf den Blattoberflächen der Wirtspflanzen. Das Verbreitungsgebiet umfasst ein südeuropäisches Areal.

## Merkmale
Puccinia milii-effusi ist mit bloßem Auge nur anhand der auf der Oberfläche des Wirtes hervortretenden Sporenlager zu erkennen. Sie wachsen in Nestern, die als gelbliche bis braune oder schwärzliche Flecken und Pusteln auf den Blattoberflächen erscheinen.
Das Myzel von Puccinia milii-effusi wächst wie bei allen Puccinia-Arten interzellulär und bildet Saugfäden, die in das Speichergewebe des Wirtes wachsen. Ihre Pyknien sind nicht näher bekannt. Die Aecien der Art wachsen in lockeren Gruppen und bilden braune Flecken. Sie besitzen annähernd kugelige bis ellipsoide Aecidiosporen von 18–25 × 17–21 µm, die auf der Oberfläche warzig sind. Die Uredien sind zerstreut, klein, länglich und blass orangegelb. Ihre Uredosporen sind kugelig bis ellipsoid, 22–28 × 19–23 µm groß, orangefarben und stachelig. Die Telien der Art sind rundlich oder länglich und schwarz gefärbt. Die Teleutosporen sind zweizellig, zylindrisch bis keulenförmig und 37–80 × 10–18 µm groß. Sie sind braun, ihre Stiele sind sehr kurz und dunkelbraun.

## Verbreitung
Puccinia milii-effusi besitzt ein Verbreitungsgebiet, das sich über Südeuropa erstreckt.

## Ökologie
Die Wirtspflanzen von Puccinia milii-effusi sind als Haplont Wiesenrauten-Muschelblümchen (Isopyrum thalictroides) sowie Wald-Flattergras (Milium effusum) für den Dikaryonten. Der Pilz ernährt sich von den im Speichergewebe der Pflanzen vorhandenen Nährstoffen, seine Sporenlager brechen später durch die Blattoberfläche und setzen Sporen frei. Die Art verfügt über einen Entwicklungszyklus mit Pyknien, Uredien, Telien und Aecidien.